# Yves Dejean
Yves Dejean, né le 13 février 1929 à Montpellier et mort le 24 janvier 2010 dans la même ville, est un chirurgien oto-rhino-laryngologiste (ORL), professeur à la faculté de médecine de Montpellier.

## Biographie
Yves Dejean nait à Montpellier (Hérault) le 13 février 1929.
Son père Charles Dejean, né à Montclar dans l’Aveyron est un chirurgien ophtalmologiste français professeur à la faculté de médecine de Montpellier. Sa mère Émilie Truc,, née à Montpellier est la fille d’Hermentaire Truc chirurgien ophtalmo de Montpellier.
Yves Dejean s’oriente vers des études de médecine. Externe des hôpitaux en 1952 puis interne en 1957, il devient le 28 juin 1961 docteur en médecine.
Le 29 juin 1953, il épouse Marguerite Espinasse dite « Maguie » également étudiante en médecine qui deviendra médecin phoniatre spécialisée dans le diagnostic et la prise en charge des enfants avec déficience auditive (sourds et malentendants).
Yves Dejean est nommé chef de clinique et assistant au service d’oto-rhino-laryngologie ORL au Centre Hospitalier Universitaire CHU de Montpellier en 1962, puis professeur à la faculté de médecine en 1973. Il devient chef du service d’oto-rhino-laryngologie et de chirurgie cervico-faciale en 1982 à la suite du professeur Yves Guerrier.
Il exerce au Centre Hospitalier St Charles à Montpellier en tant que chirurgien ORL.
Avec le professeur Michel Billiard, neurologue, il développe le traitement des apnées du sommeil depuis 1981 et avec le Dr Louis Crampette, chirurgien ORL, l’investigation et le traitement des sinus . Il améliore le traitement des surdités par l’implant cochléaire avec le Pr Alain Uziel chirurgien ORL.
Il participe à l’enseignement des oto-rhino-laryngologistes, des orthophonistes, des audioprothésistes et des infirmières, dans différentes villes et facultés : Montpellier, Nîmes, Perpignan ainsi qu’à Saragosse et Barcelone en Espagne, et accompagne des étudiants en médecine dans plus d’une soixantaine de thèses.
De plus, Yves Dejean est médecin-attaché ORL au Commissariat de l’énergie atomique, centre de Marcoule à Bagnols-sur-Cèze dans le Gard de janvier 1963 jusqu’en mars 1966, pour la prévention des bruits industriel et la surveillance ORL du personnel.
Il exerce aussi pendant 13 ans comme médecin consultant ORL au service médical de la SNCF de Montpellier de 1982 à 1995 pour le personnel.
Yves Dejean est membre de plusieurs Sociétés savantes : la société française d’oto-rhino-laryngologie SFORL, ainsi que celle de Lyon et de la région. Il est titulaire de la Société de chirurgie du Languedoc-Roussillon et trésorier de la Société française d’olfactologie. Il est également membre du BIAP, Bureau international d’audiophonologie dès 1984, en devient vice-président en 1994, puis président en 1998. Il préside notamment  la commission sur les implants cochléaires.
Avec le Pr Yves Guerrier, ils créent le service d'audiophonologie de l'Hôpital Saint Pierre à Palavas et en assure le suivi,, ainsi que l’école d’orthophonie vers la fin des années 1960 puis devient Directeur de l’enseignement d’orthophonie de la faculté de Montpellier. Consacrant une partie de sa vie aux enfants sourds , avec des parents, des professionnels et son épouse, ils créent l'ARIEDA  le 15 juillet 1980, en se mobilisant activement auprès de l'éducation nationale afin d’intégrer les enfants malentendants et sourds dans les établissements scolaires.
Retraité de l'hôpital à 66 ans en 1995, il poursuit l'enseignement à la faculté de Montpellier jusqu’en 1999.
André Clavel, journaliste pour la SNCF, le décrit comme un homme : « cultivé, intègre, désintéressé toujours prêt à rendre service »
Il meurt le 24 janvier 2010 à Montpellier.

## Publications
- 1961 : Œil et surdité[24] - Thèse de Doctorat[25], Montpellier, R. Mercie[26]
- 1965 : L'Oreille moyenne, avec Yves Guerrier, Paris : Ed. techniques[26]
- 1968 : Les Surdités brusques, avec Y. Guerrier, A. Denise
- 1969 : Essai clinique de terramycine collutoire nébuliseur, avec Y. Guerrier
- 1970 : Les traumatismes du larynx et leurs séquelles, avec J. Bouche, R. Riu, L. Flottes [27]
- 1971 : A propos des tumeurs osseuses du maxillaire supérieur, avec Yves Guerrier, A. Denise
- 1971 : Rôle des lésions morphologiques congénitales de la sphère O.R.L. dans les infections chroniques des bronches, avec Y. Guerrier, B. Guerrier
- 1972 : Intérêt de la kinésithérapie dans les paralysies faciales
- 1972 : La Biopsie ganglionnaire cervicale, avec Y. Guerrier
- 1972 : La chirurgie conservatrice dans le traitement des cancers du vestibule laryngé et du sinus piriforme, avec Y. Guerrier, J. Pinel, Y. Cachin, H. Lacourreye. Dans : Rapport Congrès de la Société Française d'ORL[28].
- 1977 : Encyclopédie médico-chirurgicale O.R.L., avec Yves Guerrier, François Bassères, René Bénévant, Gérard Galy [29]
- 1978 : Pathologie fonctionnelle du voile du palais et sa réhabilitation, Société française d'oto-rhino-laryngologie et de pathologie cervico-faciale, avec Y. Guerrier, R. Charachon, A. Morgon[30]
- 1984 : La voix humaine et ses troubles, Société française d'oto-rhino-laryngologie et de pathologie cervico-faciale, avec Ch. Frèche, F. Demard, Paris : Librairie Arnette
- 1985 : Les Tumeurs de la parotide, avec Yves Guerrier, Bernard Guerrier, Jean-Gabriel Lallemant
- 1993 : La rhonchopathie chronique, ronflement et syndrome d'apnées du sommeil, Société française d'oto-rhino-laryngologie et de pathologie cervico-faciale, avec C. H. Chouard, M. Billard

## Distinctions Honorifiques
- Lauréat de la faculté de médecine de Montpellier[13] - Première mention - Prix de thèse pour l’année 1960-1961.

- Prix de thèse mention Bouisson décerné par la faculté de médecine de Montpellier.
- Prix de thèse Chibret (1962)[13].